# Forte da Chartreuse

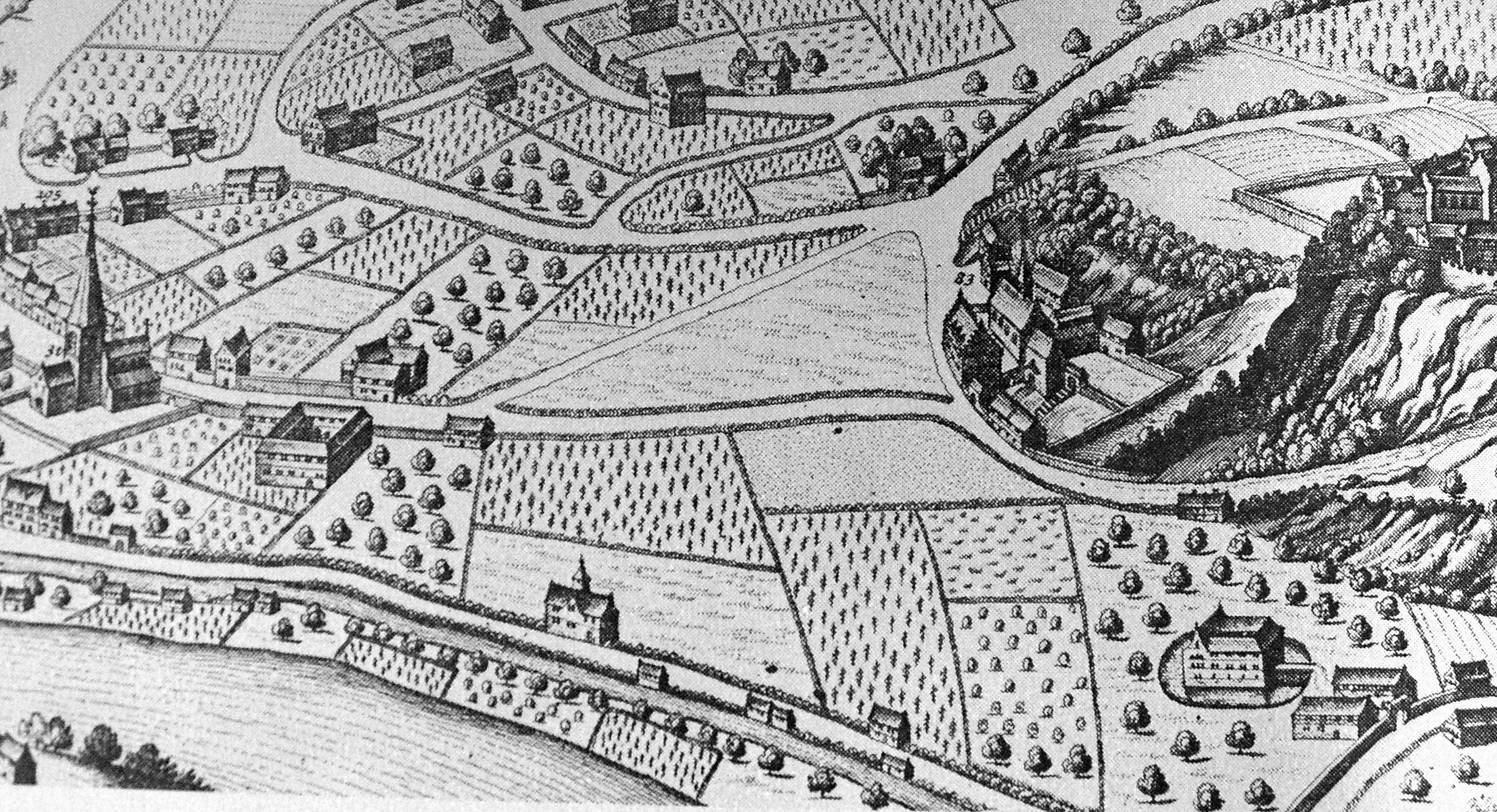
Imagem de Liège 1849 com a Cartuxa no planalto

O Forte da Chartreuse ou, na sua forma portuguesa, da Cartuxa (em francês:  Fort de la Chartreuse)  é o nome dado pelos liégeois ao que era o antigo mosteiro, cujos monges foram expulsos pelo exército de Napoleão em 1792 e foi transformado em 1817 em forte, pelo rei Guilherme da Holanda. Evidentemente foi a Cartuxa de Liège edificada entre 1360 a 1794 que deu o nome ao forte. 

## História
Lugar estratégico porque domina a cidade de Liège e o vale do rio Mosa, o planalto foi ocupada desde 1106 e o edifício foi sucessivamente um mosteiro, em convento fortificado, um forte, uma prisão e finalmente uma caserna .
Em 1990 a Fundação para a conservação (Belga) deu o prémio nacional ao projecto de Aménagement de la Chartreuse e já em 1991 40 hectares do domínio total foram decretados como "local classificado".

## Imagens

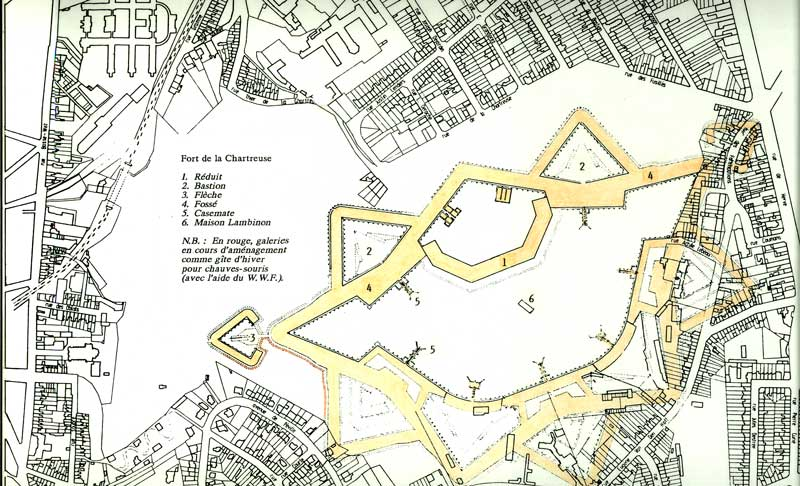
Plano do forte
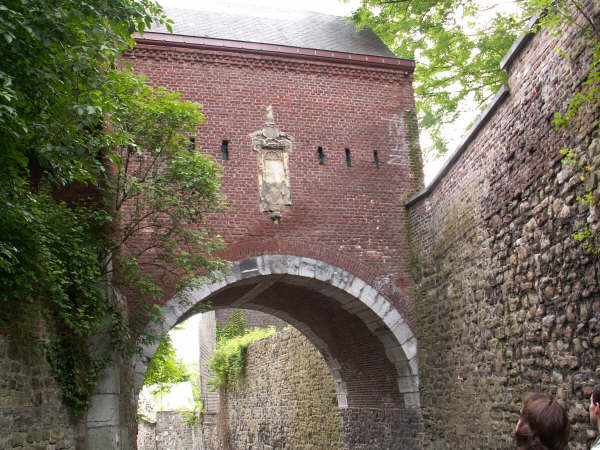
Ponte fortificada do tempo do onvento fortificado
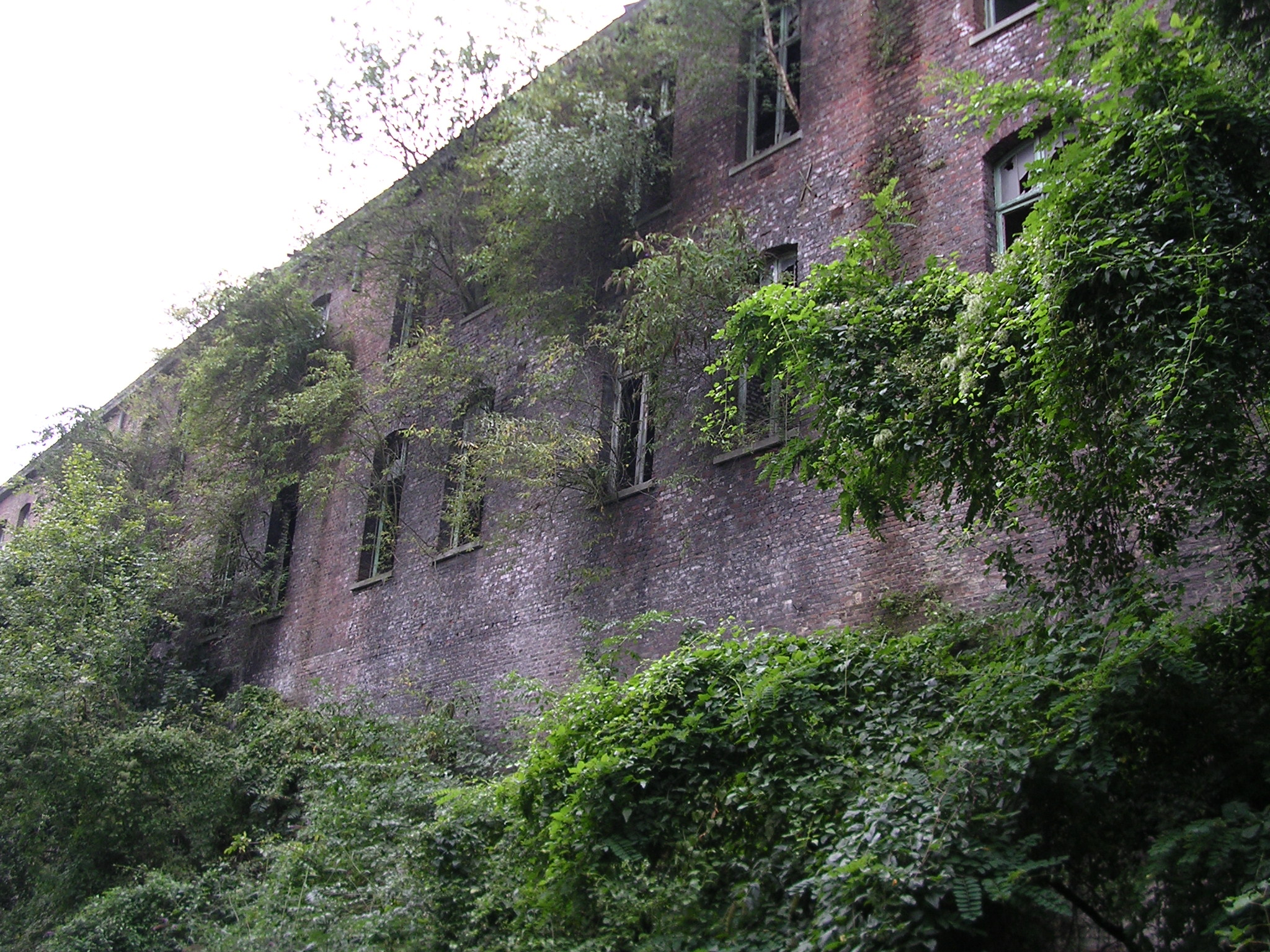
Caserna
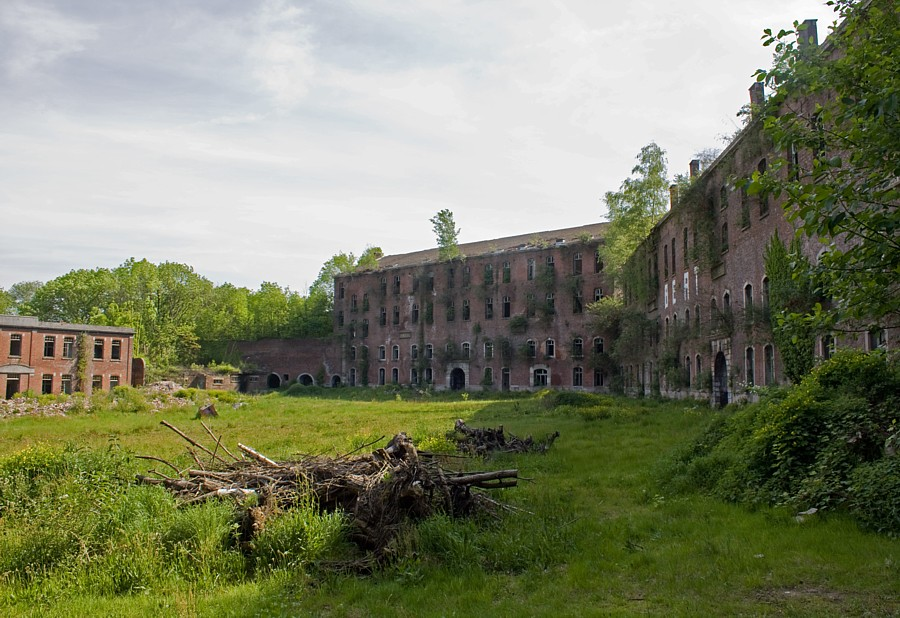
Conjunto